# Europese kampioenschappen schaatsen afstanden 2018 - Ploegenachtervolging mannen
De ploegenachtervolging voor mannen op de Europese kampioenschappen schaatsen 2018 werd gereden op zondag 7 januari in het ijsstadion Kometa in Kolomna, Rusland. Het was de eerste editie van de EK afstanden en de initiële titel ging naar de Nederlandse herenploeg.

## Uitslag
| #      | Land      | Schaatsers                                                     | Tijd    |
| ------ | --------- | -------------------------------------------------------------- | ------- |
| Goud   | Nederland | Jan Blokhuijsen Marcel Bosker Simon Schouten                   | 3.42,79 |
| Zilver | Rusland   | Sergej Grjaztsov Aleksandr Roemjantsev Danila Semerikov        | 3.44,59 |
| Brons  | Polen     | Zbigniew Bródka Jan Szymański Adrian Wielgat                   | 3.52,60 |
| 4      | Noorwegen | Magnus Bakken Haugli Fredrik van der Horst Runar Njåtun Krøyer | 3.53,02 |
| 5      | Italië    | Riccardo Bugari Andrea Giovannini Nicola Tumolero              | 3.53,08 |